# Vigna somaliensis
Vigna somaliensis är en ärtväxtart som beskrevs av Baker f.. Vigna somaliensis ingår i släktet vignabönor, och familjen ärtväxter. Inga underarter finns listade i Catalogue of Life.